# Ratusz w Skawinie
Ratusz w Skawinie – budynek ratusza miejskiego znajdujący się w północno-zachodniej części Rynku w Skawinie.
Budynek został wybudowany w 1903 roku, według projektu architekta Władysława Ekielskiego. Obecnie mieści się w nim Urząd Miasta i Gminy .